# Sphyrospermum sodiroi
Sphyrospermum sodiroi là một loài thực vật có hoa trong họ Thạch nam. Loài này được (Hoerold) A.C. Sm. miêu tả khoa học đầu tiên năm 1933.